# Брыкин, Алексей Александрович
Алексей Александрович Брыкин (1919—1956) — подполковник Советской Армии, участник советско-финской и Великой Отечественной войн, Герой Советского Союза (1945).

## Биография
Родился 8 марта 1919 года в Оренбурге в рабочей семье.
Окончил десять классов школы в 1937 году, после чего был призван на службу в Рабоче-крестьянскую Красную Армию. В 1939 году окончил Чкаловское зенитное артиллерийское училище. Принимал участие в советско-финской войне. С начала Великой Отечественной войны — на её фронтах. К январю 1945 года майор Алексей Брыкин командовал 1360-м зенитным артиллерийским Ченстоховским полком 29-й зенитной артиллерийской дивизии 5-й гвардейской армии 1-го Украинского фронта. Отличился во время форсирования Одера.
25 января 1945 года Брыкин организовал зенитное прикрытие советских подразделений, форсировавших Одер в районе населённого пункта Линден (ныне — Липки, Польша). За два дня его полк сбил 18 самолётов противника, что способствовало успешной переправе главных советских сил на плацдарм на западном берегу реки без существенных потерь.
Указом Президиума Верховного Совета СССР от 10 апреля 1945 года майор Алексей Брыкин был удостоен высокого звания Героя Советского Союза с вручением ордена Ленина и медали «Золотая Звезда».
В 1945 году вступил в ВКП(б). После окончания войны продолжал службу в Советской Армии, окончил Высшую военную школу ПВО. В 1955 году в звании подполковника Брыкин был уволен в запас. Проживал в городе Черняховск Калининградской области.
Скончался 24 февраля 1956 года. Похоронен в Оренбурге на Старом кладбище по улице Монтажников.
Был также награждён орденами Красного Знамени, Александра Невского, Отечественной войны 1-й степени, Красной Звезды, а также рядом медалей. В честь Брыкина названа улица в Оренбурге.